# Thiodinini
Thiodinini è una tribù di ragni appartenente alla Sottofamiglia Amycinae della famiglia Salticidae.

## Distribuzione
I sette generi oggi noti di questa tribù sono diffusi esclusivamente fra America centrale e America meridionale, in modo particolare di Panama.
Di un solo genere, Thiodina, tre specie sono state rinvenute anche negli USA.

## Tassonomia
A maggio 2010, gli aracnologi riconoscono sette generi appartenenti a questa tribù:
- Banksetosa Chickering, 1946 — Panama (2 specie)
- Carabella Chickering, 1946 — Panama (2 specie)
- Ceriomura Simon, 1901 — Brasile, Perù (2 specie)
- Cotinusa Simon, 1900 — dal Messico all'America meridionale (27 specie)
- Monaga Chickering, 1946 — Panama (1 specie)
- Parathiodina Bryant, 1943 — Hispaniola (1 specie)
- Thiodina Simon, 1900 — dagli USA all'America meridionale (20 specie)